# 21. svibnja
21. svibnja (21. 5.) 141. je dan godine po gregorijanskom kalendaru (142. u prijestupnoj godini).
Do kraja godine imaju još 224 dana.

## Događaji
- 879. – Papa Ivan VIII. na misi je blagoslovio kneza Branimira, hrvatski narod i zemlju.[1]
- 1502. – Portugalci otkrili nenaseljen otok Sveta Helena u južnom Atlantskom oceanu
- 1871. – Francuska je vojska upala u Parišku komunu i slomila je nakon tjedan dana uličnih borba

- 1894. – srpski kralj Aleksandar Obrenović ukinio liberalni ustav iz 1888. godine
- 1904. – u Parizu osnovana FIFA, svjetska nogometna federacija
- 1908. – u Chicagu prvi puta u povijesti prikazan horor film (Dr Jekyll i Mr Hyde), kao snimka kazališnog komada u jednom činu
- 1925. – u Kanadi dopuštena prodaja piva
- 1927. – Charles Lindbergh sletio je u Parizu i tako postao prvi čovjek koji je sam preletio Atlantski ocean
- 1932. – Amelia Earhart sletjela je u Irsku i tako postala prva žena koja je sama preletjela Atlantski ocean
- 1934. – u mjestu Oskalosa u SAD-u prvi put mještanima uzeti otisci prstiju
- 1937. – na komadu leda koji pluta u Arktičkom oceanu izgrađena je sovjetska istraživačka stanica i prva je takve vrste
- 1945. – uhvaćen Heinrich Himmler, njemački ratni zločinac
- 1956. – prva detonacija hidrogenske bombe iznad Bikinija
- 1958. – uvodi se automatsko biranje telefonskih brojeva, britanska kraljica svečano je obavila prvi automatski telefonski poziv u Britaniji
- 1972. – Laszlo Toth, australski geolog vandalizirao Michelangelovu Pietu
- 1977. – više od 300 ljudi nastradalo u požaru u robnoj kući u Bruxellesu
- 1982. – iskrcaj britanskih postrojbi na Falklandske otoke
- 1988. – Zagrebački punk rock sastav Hladno pivo u Kumrovcu održao prvi koncert
- 1992. – američki Senat donio zakon kojim se SR Jugoslaviji uskraćuje svaka pomoć zbog agresije na Hrvatsku i BiH
- 2003. – snažan potres (6,8 stupnjeva) pogodio je Alžir u kojem je poginulo oko 2000 ljudi
- 2006. – crnogorski glasači na referendumu o neovisnosti Crne Gore izglasali neovisnost od Srbije.

| - 1471. – Albrecht Dürer, njemački slikar († 1528.) - 1527. – Filip II., španjolski kralj († 1598.) - 1843. – Charles Albert Gobat, švicarski političar († 1914.) - 1844. – Henri Rousseau, francuski slikar († 1910.) - 1855. – Émile Verhaeren, belgijski pjesnik († 1916.) - 1860. – Willem Einthoven, nizozemski liječnik i fiziolog († 1927.) - 1868. – Abdul Medžid II., turski sultan i kalif († 1944.) - 1921. – Andrej Saharov, sovjetski nuklearni fizičar († 1989.) - 1938. – Anto Gardaš, hrvatski književnik († 2004.) - 1941. – Rudolf Rabfeld, hrvatski kuglač i inženjer († 2021.) - 1944. – Mary Robinson, irska političarka - 1948. – Jonathan Hyde, engleski glumac - 1948. – Leo Sayer, engleski kantautor - 1957. – Mr. T, američki glumac - 1957. – Judge Reinhold, američki glumac - 1960. – Vladimir Salnjikov, ruski plivač - 1967. – Lisa Edelstein, američka glumica - 1970. – Brigita Bukovec, slovenska atletičarka - 1972. – The Notorious B.I.G., američki glazbenik († 1997.) - 1977. – Quinton Fortune, južnoafrički nogometaš - 1978. – Jamaal Magloire, kanadski košarkaš - 1980. – Gotye (Wouter De Backer), belgijsko - australski glazbenik - 1986. – Mario Mandžukić, hrvatski nogometaš | - 252. – Sun Quan, kineski kralj i car (* 182.) - 987. – Luj V., francuski kralj (* 967.) - 1254. – Konrad IV., rimsko-njemački kralj (* 1228.) - 1471. – Henrik VI., kralj Engleske i Francuske (* 1421.) - 1481. – Kristijan I., danski kralj (* 1426.) - 1542. – Hernando de Soto, španjolski istraživač (* 1496.) - 1639. – Tommaso Campanella, talijanski redovnik (* 1568.) - 1647. – Pieter Corneliszoon Hooft, nizozemski pjesnik (* 1581.) - 1844. – Giuseppe Baini, talijanski skladatelj (* 1775.) - 1894.– August Kundt, njemački fizičar (* 1839.) - 1895. – Franz von Suppè, austrijski skladatelj (* 1819.) - 1908. – Spiridon Brusina, hrvatski zoolog (* 1845.) - 1911. – Williamina Fleming, škotsko-američka astronomkinja (* 1857.) - 1919. – Jevgraf Stepanovič Fjodorov, ruski mineralog (* 1853.) - 1920. – Venustiano Carranza, meksički revolucionar i predsjednik (* 1859.) - 1935. – Hugo de Vries, nizozemski botaničar i genetičar (* 1848.) - 1949. – Klaus Mann, njemačko-američki pisac (* 1906.) - 1964. – James Franck, njemačko-američki fizičar i nobelovac (* 1882.) - 1973. – Mato Grković, hrvatski glumac i redatelj (* 1898.) - 1991. – Rajiv Gandhi, indijski premijer (* 1944.) - 1999. – Fulvio Tomizza, talijanski književnik i Istranin (Materada) (* 1935.) - 2020. – Bekim Sejranović, bosanskohercegovački književnik (* 1972.) - 2021. – Zdenko Vukasović, hrvatski nogometni vratar (* 1941.) - 2025. – Mladen Horvat, hrvatski glumac i komičar (* 1961.) |